# Fakultet strojarstva, računarstva i elektrotehnike u Mostaru
Fakultet strojarstva, računarstva i elektrotehnike je visokoškolska institucija Sveučilišta u Mostaru koja obrazuje i formira stručnjake za tehnička područja: strojarstvo, računarstvo i elektrotehniku. 
Povijest fakulteta datira još od 1959. godine utemeljenjem Visoke tehničke škole strojarske struke. 1976. godine fakultet se reformira i postaje službeno samostalnom visokoškolskom institucijom u okviru Sveučilišta u Mostaru.
Akademske 2002./03. godine pokrenut je i studij računarstva uz paralelan studij strojarstva. Shodno time fakultet mijenja ime iz "Fakultet strojarstva" u "Fakultet strojarstva i računarstva". Akademske 2005./06. je napravljena reforma i cijeli fakultet je organiziran po preporukama Bolonjske deklaracije.
Akademske 2016./17. godine pokrenut je i studij elektrotehnike uz paralelan studij strojarstva i računarstva.
U sastavu fakulteta također djeluje i institut za strojarstvo koji je zadužen za istraživački i znanstveni rad.

## Organizacija fakulteta
Fakultet je u potpunosti prilagođen po Bolonjskom sustavu i dijeli se na 2 dijela: preddiplomski i diplomski studij. Preddiplomski studij traje 6 semestara nakon čega se stječe naziv prvostupnik inženjer strojarstva, a diplomski 4 nakon čega se stječe naslov magistar/magistra struke. Studij strojarstva se izvodi u 5 dostupnih smjerova:
- Dizajn konstrukcija
- Proizvodno inženjerstvo
- Industrijsko inženjerstvo i menadžment
- Mehatronika
- Zaštita na radu

## Dekani
- prof. dr. sc. Ivan Salai (1974. – 1975.)
- prof. dr. sc. Đuro Maričić (1975. – 1977.)
- prof. dr. sc. Božo Ćorić (1977. – 1981.)
- prof. dr. sc. Vojo Višekruna (1981. – 1987.)
- prof. dr. sc. Zdenko Kordić (1987. – 1989.)
- prof. dr. sc. Himzo Đukić (1989. – 1992.)
- prof. dr. sc. Ante Mišković (1993. – 2000.)
- prof. dr. sc. Vlado Majstorović (2000. – 2007.)
- prof. dr. sc. Milenko Obad (2007. – 2013.)
- prof. dr. sc. Željko Stojkić (2013. – 2021.)
- prof. dr. sc. Davorka Šaravanja (2021. – danas)

## Vanjske poveznice
- Fakultet strojarstva i računarstva u Mostaru  Arhivirana inačica izvorne stranice od 14. siječnja 2016. (Wayback Machine)